# إدوين والدن
إدوين والدن (بالإنجليزية: Edwin Walden)‏ هو سياسي أمريكي، ولد في 25 نوفمبر 1818 بلين في الولايات المتحدة، وتوفي بنفس المكان في 12 مارس 1889. انتخب عضو مجلس نواب ماساتشوستس.